# Peter Dicker

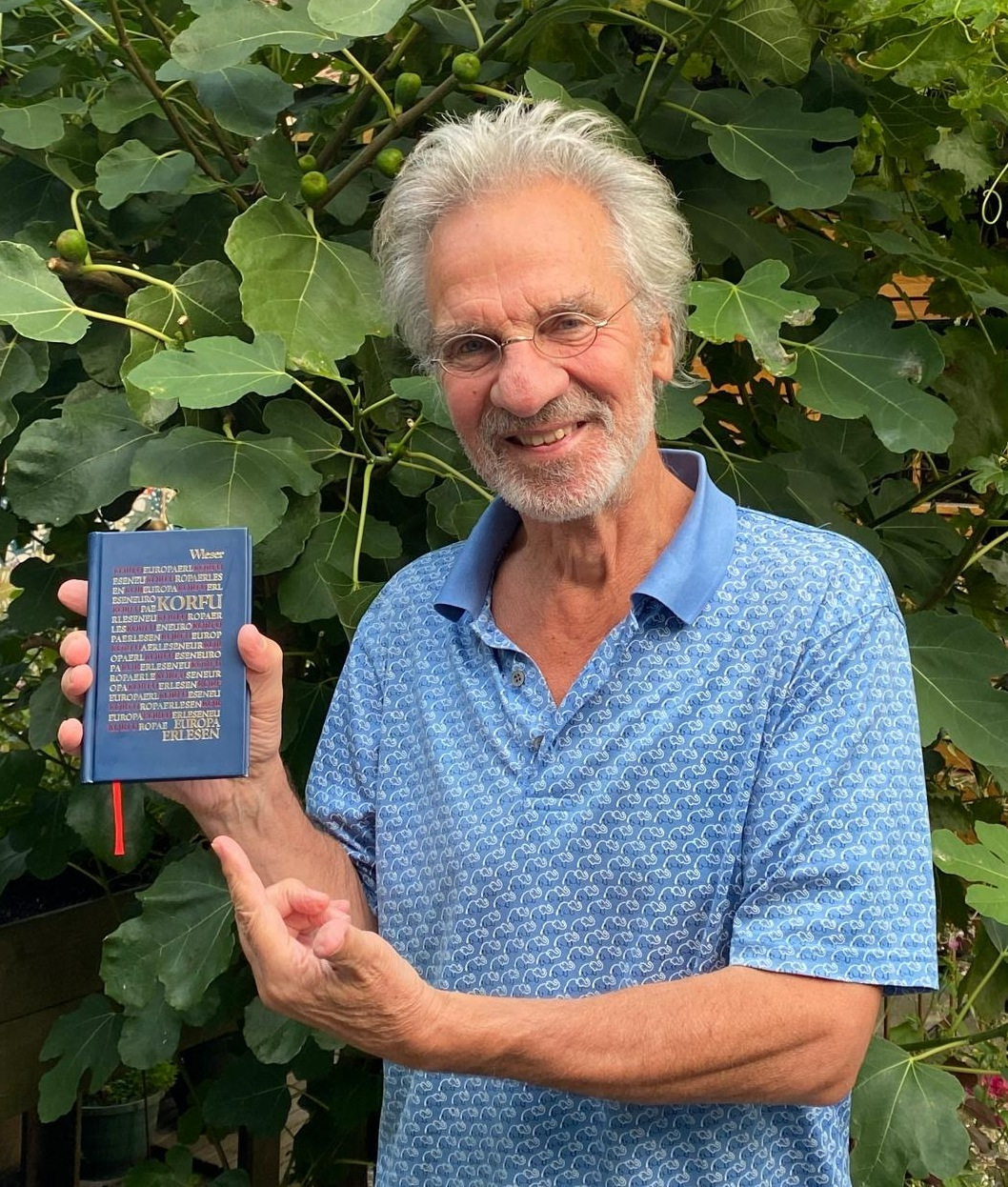
Peter Dicker in 2024

Peter Dicker (Arnhem, 21 september 1952) is een Nederlandse journalist, letterkundige, dichter en schrijver.
Hij was begin jaren negentig hoofdredacteur van het Antilliaanse dagblad Amigoe di Curaçao. Zijn studie Slauerhoff Slodderhoff (1986) is `een onderzoek naar de slordigheid in leven en werk van J.J. Slauerhoff’. Ook werkte hij met cabaretier Freek de Jonge aan de bloemlezing De rode draad (1995).
Hij publiceerde in het Antilliaanse tijdschrift Kristòf, en schreef het epische gedicht Otzen’s happy hour (1993) dat de jaarprijs van het Corps Consulair op de Nederlandse Antillen won. De wolvebron (1994) werd genomineerd voor de Debutantenprijs. Verder schreef hij een omvangrijke historische roman over Curaçao: Curaçao, mijn hart/Corazón Curaçao (1998), Soldaat in de woestijn (2000), een documentaire roman over Wim Vaal die diende in het Franse Vreemdelingenlegioen, en de roman Ithaka (2000).

Zijn vertaling uit het Grieks van Vassilis Vassilikos' documentaire-roman 'K' verscheen in 1997.